# Gottlieb Klotz der Ältere
Gottlieb Klotz der Ältere (* 3. März 1780 in Imst; † 13. Februar 1834 ebenda) war ein österreichischer Bildhauer.

## Leben

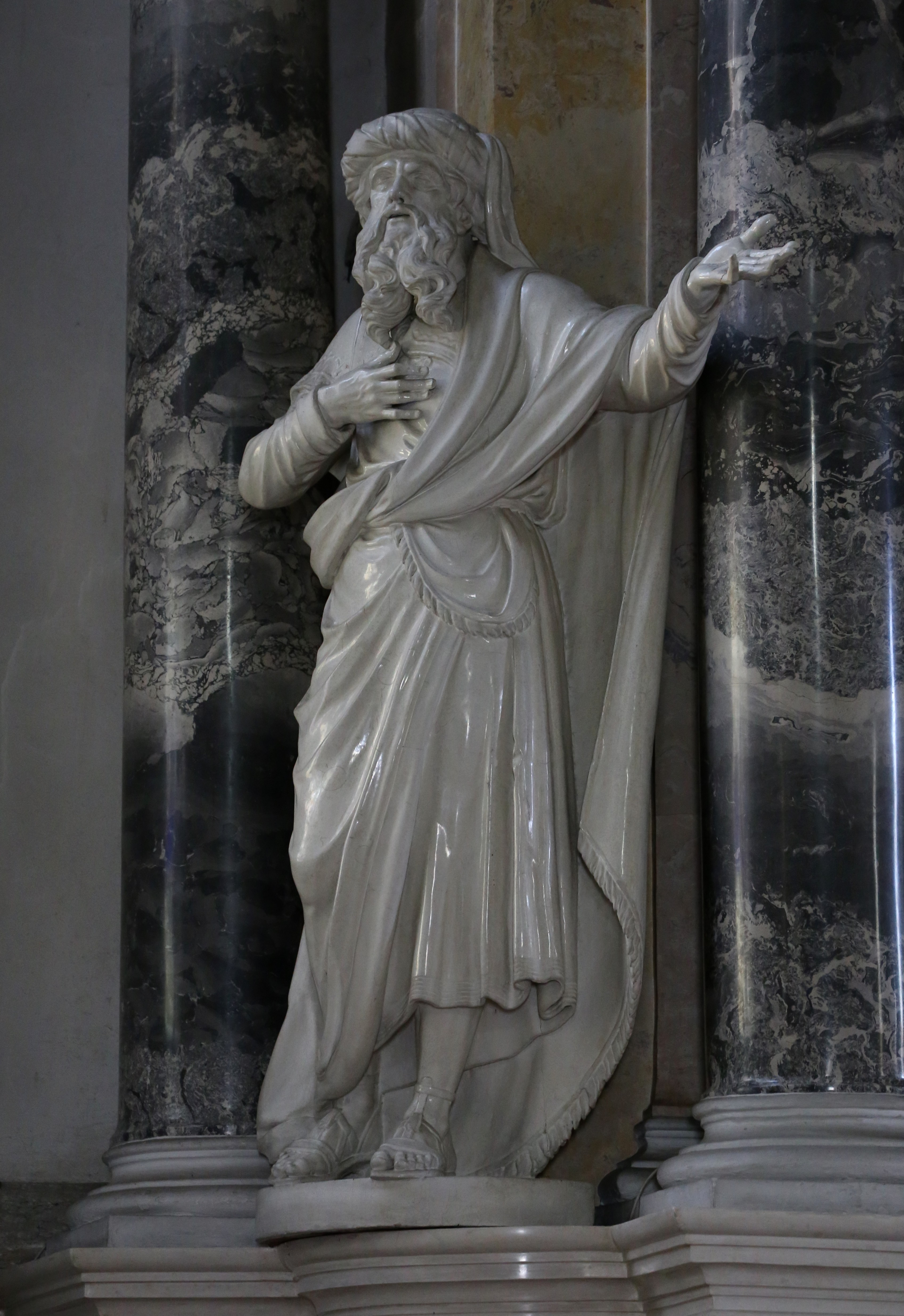
Statue (Jeremias ?) am Marienaltar, Pfarrkirche St Andrä, Lienz

Gottlieb Klotz studierte zusammen mit seinem späteren Schwager Franz Xaver Renn an der Akademie der bildenden Künste Wien und blieb anschließend in Wien. Nach 16 Jahren kehrte er 1817 zurück nach Imst, wo er als Bildhauer tätig war, aber auch architektonische Aufgaben übernahm. Dabei war er ein erklärter Anhänger des Klassizismus. In Wien war Josef Alois Dialer sein Schüler.

## Werke
- Holzrelief Orest und Pylades vor Iphigenie, 1817, Tiroler Landesmuseum Ferdinandeum
- Brunnenfigur hl. Franziskus, Franziskusbrunnen, Imst, um 1820/30[2]
- Statue Pius VII., Herrengarten der Brixner Hofburg, 1824
- Statuen am Hochaltar, Pfarrkirche St. Valentin auf der Haide, um 1825/26
- Statuen Peter und Paul, Engel und Putten am Hochaltar, Reliefs und Ornamente an der Kanzel, Pfarrkirche Gries am Brenner, um 1826/28[3]
- Statuen Jeremias(?) und David mit Harfe, Marienaltar, Pfarrkirche St. Andrä, Lienz, um 1830[4]
- Holzrelief Mariä Himmelfahrt, Hochaltar, Pfarrkirche St. Martin in Passeier